# 最上友太朗
最上 友太朗（もがみ ゆうたろう、2004年4月10日 - ）は、日本の子役。
キリンプロ所属。

## 出演

### 映画
- ぐるりのこと。（2008年）吉田元気（幼少） 役

### テレビドラマ
- PS -羅生門-（テレビ朝日系、2006年）紅谷陽平 役